# Speculatores
Los speculatores y exploratores fueron los equipos de exploración y reconocimiento del ejército romano, que a menudo montaban a caballo. Podían trabajar tanto de día como de noche.
A los exploratores se les hacía observar los movimientos del enemigo en el campo, y, en caso de ser necesario, se unían a la batalla en calidad de unidades auxiliares, tales como los numerus (por ejemplo, Numerus Germanicianorum exploratorum), como cohors equitata (las Cohortes VIII Batavorum equitata milliaria exploratorum) o como ala quingenaria. También podían trabajar de espías (Oculta especulador/speculatrix).
En un sentido, los speculatores fueron la «seguridad interna» y los exploratores la «seguridad externa». El imperio romano los usó por largo tiempo como unidad de espionaje; tal es el caso de los famosos frumentarii, creados por Adriano para silenciar la disidencia interna. Existían, también, los beneficiarii que, a menudo, colaboraban con los speculatores.